# Wyśmierzyce (gemeente)
De gemeente Wyśmierzyce is een stad- en landgemeente in het Poolse woiwodschap Mazovië, in powiat Białobrzeski.
De zetel van de gemeente is in Wyśmierzyce.
Op 30 juni 2004 telde de gemeente 2909 inwoners.

## Oppervlakte gegevens
In 2002 bedroeg de totale oppervlakte van gemeente Wyśmierzyce 104,31 km², waarvan:
- agrarisch gebied: 55%
- bossen: 39%

De gemeente beslaat 16,32% van de totale oppervlakte van de powiat.

## Demografie
Stand op 30 juni 2004:
| Omschrijving                   | Totaal | Totaal | Vrouwen | Vrouwen | Mannen | Mannen |
| ------------------------------ | ------ | ------ | ------- | ------- | ------ | ------ |
| eenheid                        | aantal | %      | aantal  | %       | aantal | %      |
| inwoners                       | 2909   | 100    | 1411    | 48,5    | 1498   | 51,5   |
| bevolkingsdichtheid (inw./km²) | 27,9   | 27,9   | 13,5    | 13,5    | 14,4   | 14,4   |

In 2002 bedroeg het gemiddelde inkomen per inwoner 1306,29 zł.

## Administratieve plaatsen (sołectwo)
Grzmiąca, Jabłonna, Korzeń-Klamy, Kostrzyn, Kozłów-Kiedrzyn, Kożuchów, Olszowe, Paprotno, Redlin-Wólka, Romanów, Ulaski Grzmiąckie, Witaszyn.
Zonder de status sołectwo : Brodek, Górki, Jeruzal, Ulaski Stamirowskie.

## Aangrenzende gemeenten
Białobrzegi, Klwów, Mogielnica, Nowe Miasto nad Pilicą, Potworów, Promna, Radzanów